# Félicien Henry Caignart de Saulcy
Félicien Henry Caignart de Saulcy (* 24. Dezember 1832 in Metz, Frankreich; † 7. Juni 1912 ebenda) war ein französischer Entomologe.
Saulcy war der Sohn von Félicien de Saulcy und Pauline de Brye (1801–1850).
Ebenso wie sein Vater war er Entomologe, spezialisiert auf die Käferkunde.
Sein besonderes Interesse galt den Käfern und Pflanzen in Höhlen.
Seine Sammlung von Scydmaenidae Trechinae, Bathysciinae, Leiodidae, Staphylinidae, Pselaphidae und Catopidae wird im Muséum national d’histoire naturelle in Paris aufbewahrt.
Von 1858 bis zu seinem Tod war Saulcy Mitglied der Akademie der Wissenschaften und der Entomologischen Gesellschaft in Frankreich.
1884 bis 1912 war Saulcy Präsident der Société d’histoire Naturelle de Metz.
Saulcy starb am 7. Juni 1912 nach langer schwerer Krankheit, während der er ans Bett gefesselt war.
In diesen seinen letzten Lebenstagen nahm Abbé Auguste Marie Joseph Friren (* 24. Oktober 1837 in Thionville; † 18. April 1916 in Metz) bereits die Funktion des Präsidenten der Société d’histoire Naturelle de Metz geschäftsführend wahr.
Nach Saulcys Tod wurde er auf diesem Posten dessen Nachfolger.

## Werke
- Species des Paussides, Clavigérides, Psélaphides & Scydménides de l’Europe et des pays circonvoisins, 1876, Bulletin de la Société d’histoire naturelle de Metz 14: S. 25–100, online
- Coleopteres nouveaux ou peu connus zusammen mit  	Louis Jerome Reiche, F. Malteste et Ce., 1855–58